# اچ‌ام‌ای‌اس ساموئل بنبو
اچ‌ام‌ای‌اس ساموئل بنبو (به انگلیسی: HMAS Samuel Benbow) یک کشتی است که طول آن ۱۱۵٫۴ فوت (۳۵ متر) می‌باشد. این کشتی در سال ۱۹۱۸ ساخته شد.